# ولوین
ولوین (به انگلیسی: Welwyn) یک روستا و محله مدنی در بریتانیا است که در Welwyn Hatfield واقع شده‌است. ولوین ۸٬۴۲۵ نفر جمعیت دارد.